# Папская церемония прощания
Папская церемония прощания — церковный церемониал прощания с римским папой после его кончины.

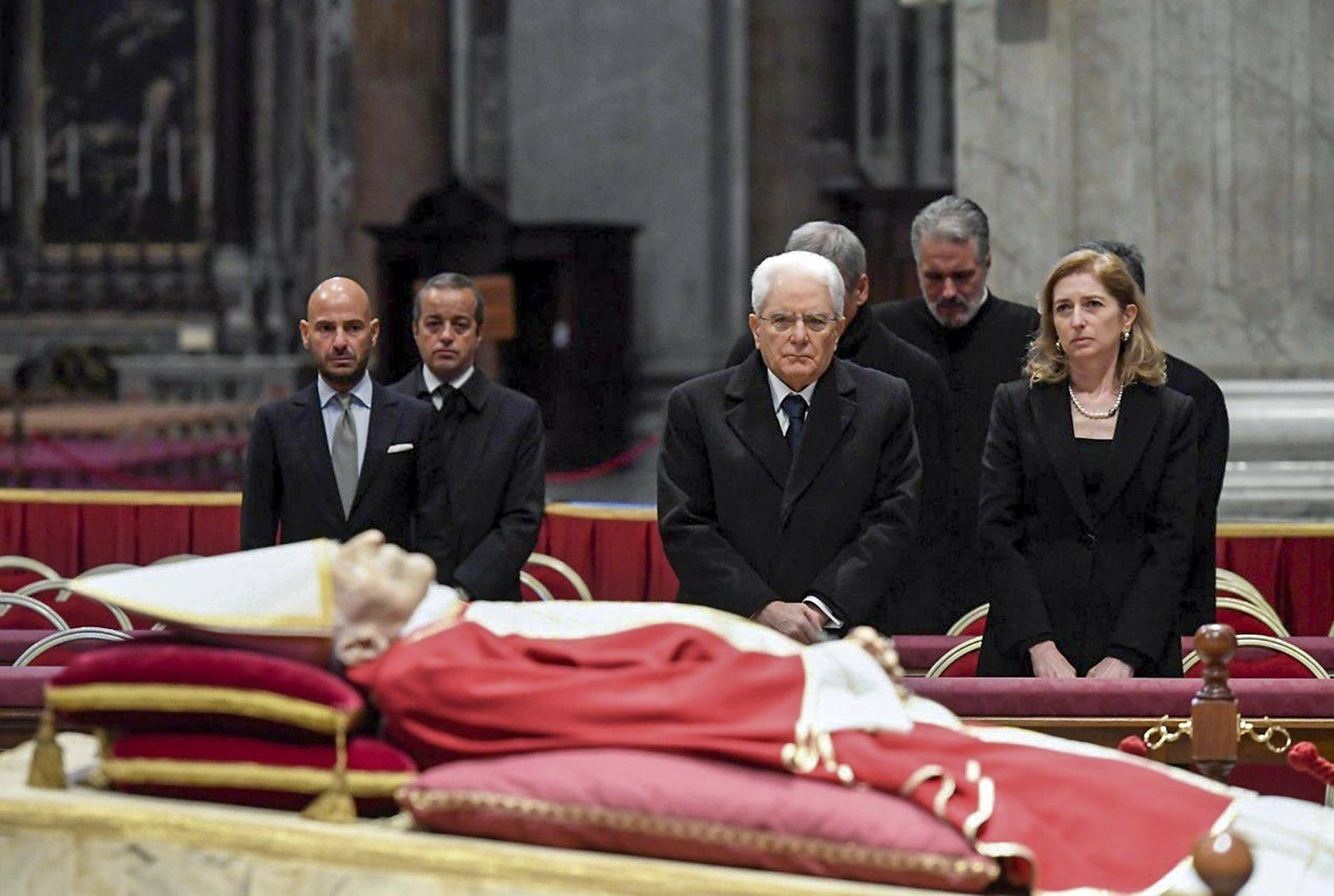
Тело Бенедикта XVI выставленное для прощания

## История

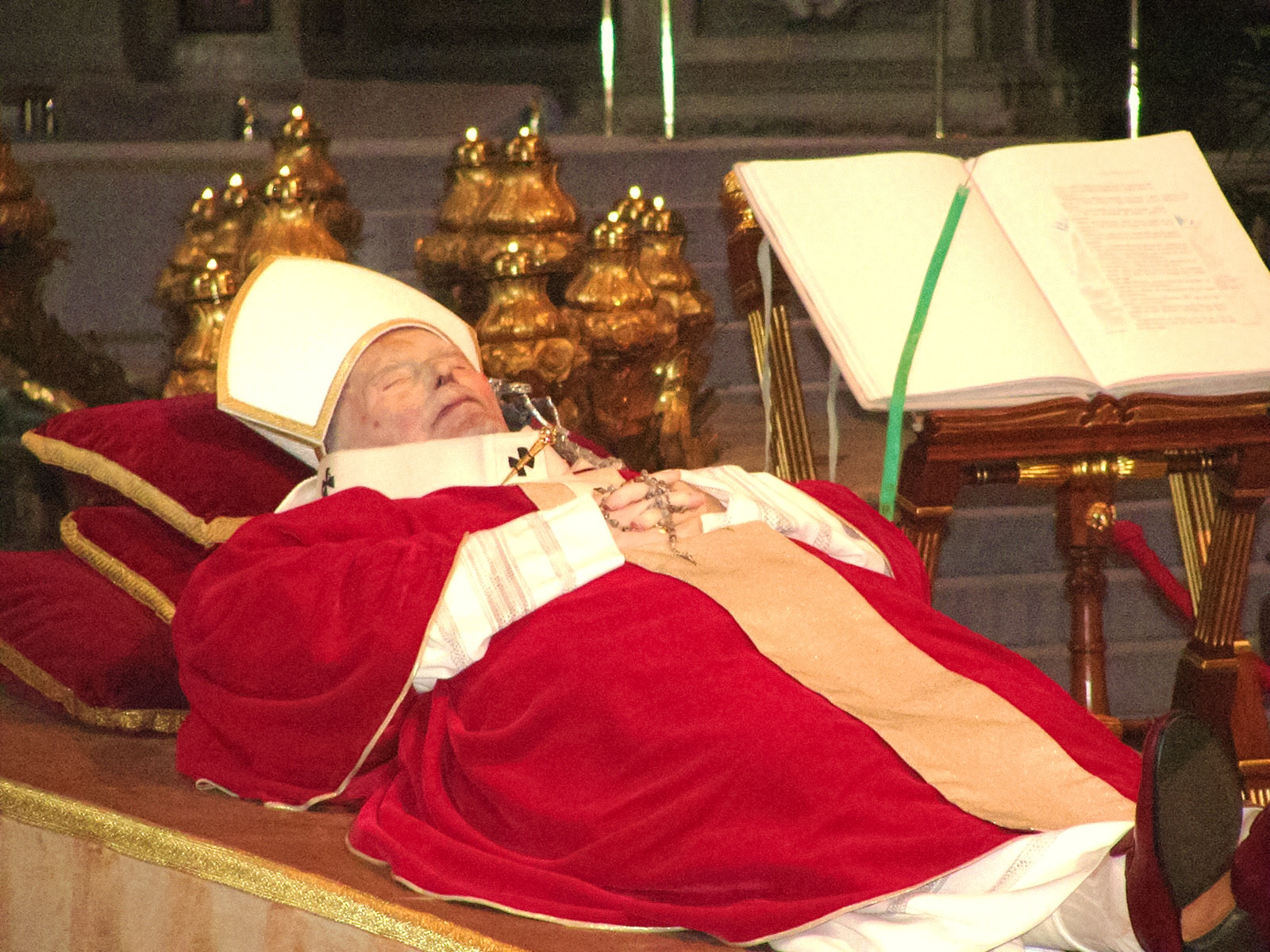
Тело Иоанна Павла II выставленное для прощания

До 2000 года, когда во время понтификата Папы Иоанна Павла II был опубликован Ordo Exsequiarum Romani Pontificis, в Ватикане не было предписанных обрядов погребения умершего папы римского. Похороны проводились на основе прежних обычаев с изменениями, внесенными в соответствии с инструкциями, которые Папа написал при жизни. Похороны Иоанна Павла II и Бенедикта XVI прошли в соответствии с этими инструкциями. В первый день церемонии прощания тело Иоанна Павла II был помещен в капелле Апостольского дворца, чтобы позволить членам папского двора и должностным лицам Ватикана отдать ему дань уважения. Однако останки Бенедикта XVI и Франциска были выставлены в капелле Domus Sanctae Marthae, поскольку он был их резиденцией на момент их смерти .
На следующее утро после Мессы Посещения процессия переносит тело усопшего понтифика в собор Святого Петра. Его помещают на катафалк, чтобы публика могла отдать дань уважения в течение трёх дней. Декан коллегии кардиналов служит заупокойную мессу на четвёртый день. Затем следуют похороны понтифика и начинается Novendiales — девятидневный период траура, наступающий после смерти папы римского.

## Пересмотр обрядов
Папа Франциск опубликовал пересмотренный Ordo Exsequiarum Romani Pontificis в 2024 году, и его похороны 2025 года прошли по новым обрядам. Эти изменения обходились без большого катафалка в базилике, а его тело лежало в открытом гробу на низкой платформе. Сам гроб отличался от гробов его предшественников, которые были похоронены в трёхсоставном гробу из кипариса, свинца и дуба. Согласно его желанию, Франциск был помещён в простой деревянный гроб, окованный цинком.

## Ранние обряды

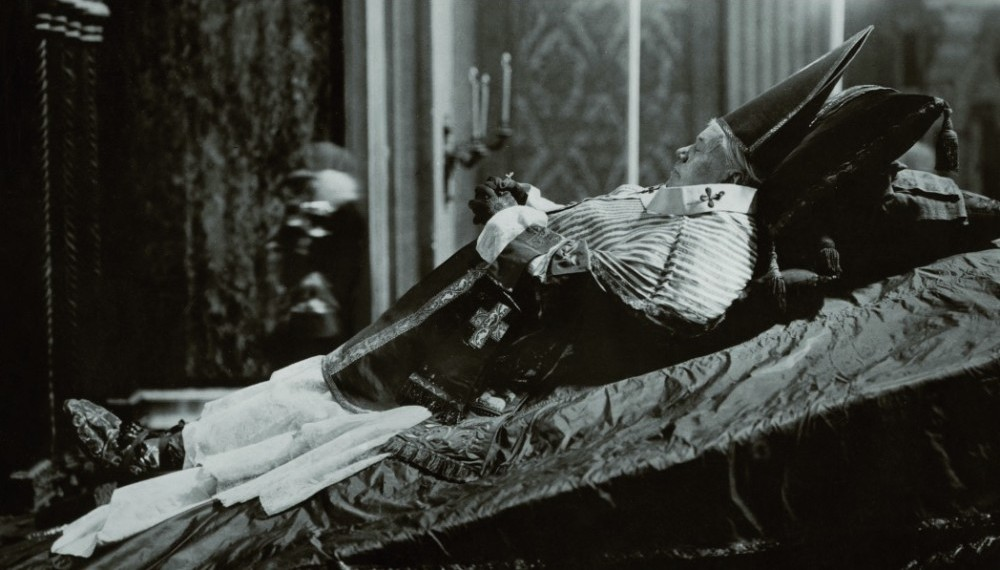
Тело Пия X выставленное для прощания

Более ранняя редакция, включенная в оба издания, касалась количества свечей, окружающих катафалк или гроб. После смерти Папы Иоанна XXIII катафалк был окружён 24 свечами, как и катафалк многих его предшественников. Папа Павел VI просил поставить только одну пасхальную свечу возле катафалка, практика, которую продолжили все последующие понтифики до настоящего времени..

## Похороны кардиналов
После своей смерти кардиналы не подлежат прощанию. Их гроб обычно ставят для бдения на пол перед алтарём церкви Святого Стефана Абиссинского, сразу за собором Святого Петра. В этот период все скорбящие могут отдать дань уважения. Заупокойная месса обычно проводится в течение четырёх дней после кончины и проводится старшим кардиналом. Она проводится у алтаря кафедры за главным алтарём собора Святого Петра. Папа будет присутствовать, если он не будет в отъезде, и может принять участие или просто наблюдать.